# こかどひろこ
こかど ひろこ（本名・旧芸名:小門 容子、1963年8月27日 - ）は、元テレビ熊本（TKU）アナウンサーで、現在は九州地方で活躍するローカルタレント。熊本県出身。福岡県在住。

## 人物
短大卒業後1984年TKUで契約アナウンサーとして入社、アナウンサーではあったが、1人で何役もこなしていた。その後TKUを辞め、福岡県に活動の拠点を移した。
彼女の知名度を引き上げたのは福岡放送（FBS）の『めんたいワイド』である。当番組の「お願い店長」のコーナーを番組開始からおよそ6年にわたり担当。スーパーマーケットなどの店長に強引に迫り、値引きを勝ち取るそのパワフルな姿勢が評判を呼んだ。
「こかど行く所にハプニングあり」とも言われるほど、生中継リポートでのハプニングは枚挙に暇がなく、2005年には日本テレビ『ニュースの女王決定戦』で殿堂入りを果たした。
現在はリポーター役は若手に譲り、スタジオコメントのほうが増えた。
ちなみに『めんたい』以外の夕方ワイド番組でも活躍しており、かつては『テレビ宣言』（広島テレビ）にもリポーターとして出演していた時期がある。
2006年6月より、『めんたい』のレギュラーである川上泰生や、かつて同番組でも共演した池田史（彼女も熊本出身）に誘われ、川上が開設した「カワカミスクール」の講師となり、テレビで通用するリポーターやタレントの養成を川上らと行っている。
これまでテレビなどでは年齢は非公開にしていたが、2011年2月14日放送分の『アグレッシブですけど、何か?』で数え年の48歳と公表した。

## 主な出演

### テレビ
現在
- めんたいワイド（福岡放送）
- ナイトシャッフル（福岡放送、不定期）
- かちかちワイド→かちかちPress（サガテレビ）

上記以外にも、地元熊本の番組に出演。最近は地元回帰の姿勢を見せ始めているほか、2006年秋以降はサガテレビの番組にも出演するようになった。
過去
- 若っ人ランド（テレビ熊本）
- テレビ宣言（広島テレビ放送）
- 夜はこれから!AM派宣言（KBCラジオ）

### CM
- キューサイ